# Два лица страсти
«Два лица страсти» (исп. Las dos caras de Ana) — мексиканская теленовелла, вышедшая на экраны 25 сентября 2006 года.

## Содержание
Сюжет теленовеллы происходит в Майами. Главная героиня, Ана Эскудеро Виванко, работающая сиделкой у богатой сеньоры Грасиэлы, мечтает стать актрисой. На вступительных экзаменах в партнеры ей попадает Рафаэль Бустаманте, сын влиятельного миллионера, который пришёл на пробы, взяв творческий псевдоним Густаво Гальван. Юноша тоже окрылен мечтой стать актером и добиться этой цели несмотря ни на что. Между молодыми людьми зарождается чувство, которому не скоро суждено перерости в любовь. По вине старшего брата Рафаэля, Игнасио и при участии младшего, Висенте, в аварии получает травму позвоночника брат Аны, Фабиан. Боясь разоблачения, Игнасио поджигает дом семьи Аны, и в огне погибают мама Аны, и подруга брата, Марсия. Охваченая горем, Ана при помощи Грасиэлы перебирается в Нью-Йорк, опасаясь что Игнасио может найти её в Майами. Грасиэла организует похороны, и под именем Аны хоронят Марсию. В Нью-Йорке, после продолжительного лечения, погибает Фабиан и Ана клянется отомстить семье Бустаманте за смерть близких.

## Создатели телесериала

### В ролях
| Актёр (актриса)       | Актёр (актриса) дубляжа | Роль                                       | Характер персонажа |
| --------------------- | ----------------------- | ------------------------------------------ | --- |
| Анна Лаевская         |                         | Ана Эскудеро                               | |
| Рафаэль Амайя         |                         | Рафаэль Бустаманте                         | сын Даниэля |
| Маурисио Аспе         |                         | Игнасио Бустаманте                         | сын Даниэля, главный коварный злодей, совершил наезд на Фабиана Эскудеро, совершил поджог дома Аны, где заживо сгорела мать Аны Марсия, совершил убийство Кристоболя с похищением его трупа и оставлением в горе мусора, тяжело ранен полицией при попытке бегства и прикован к инвалидной коляски |
| Франсиско Рубио       |                         | Висенте Бустаманте                         | сын Даниэля, был жестоко избит своим братом Игнасио до потери памяти, приведён в чувства благодаря знакомству с Каталиной «Кэти», на которой он впоследствии женился |
| Леонардо Даниэль      |                         | Даниэль Бустаманте                         | отец Висенте, Игнасио и Рафаэля, был приговорён к 30 годам тюрьмы, за преступление, которое он не совершал |
| Мария Рубио           |                         | Донья Грасиэла                             | |
| Мигель Анхель Бьяджио |                         | Фабиан Эскудеро                            | брат Аны, скончался в больнице после наезда на него Игнасио Бустаманте |
| Тоньо Маури           |                         | Адриан Понсе                               | адвокат и молодой супруг Кристины Дуран де Кардель |
| Лилиана Родригес      |                         | Каталина «Кэти» Маганья                    | подруга Аны, супруга Висенте |
| Элиссон Лозано Мариан |                         | Паулина Кардель Дуран                      | дочь Кристины |
| Мария Фернанда Гарсия |                         | Кристина Кардель Дуран                     | мать Паулины, развелась со своим первым супругом за измену и вышла замуж во второй раз за адвоката Адриана Понсе |
| Эдуардо Ривера        |                         | Маркос Ривера                              | |
| Сусана Дисайяс        |                         | София Ортега                               | |
| Ракель Морель         |                         | Ребекка Мартинес                           | |
| Алекса Дамиан         |                         | Ирена Алькарас Сальгадо                    | главная коварная злодейка, задержана за границей |
| Эктор Ортега          |                         | Леопольдо Рибадавия Иньяррито («Дон Поло») | |
| Хорхе Аравена         |                         | Сантьяго Фигероа Гомес                     | бывший жених Аны |
| Эктор Саэс            |                         | Дионисио Хименес                           | |
| Херардо Риверон       |                         | Херман Аранго                              | |
| Грасиэла Бернардос    |                         | Аурора Сармиенто                           | |
| Карлос Лопес Эстрада  |                         | Лукас Санчес                               | |
| Мариана Уэрдо         |                         | Клаудия Алькарас Сальгадо                  | |
| Сокорро Бонилья       |                         | Хулия Виванко, вдова Эскудеро              | |
| Гонсало Виванко       |                         | Карлос Гарин                               | |
| Вильям Кольменарес    |                         | Отто Котрина                               | |
| Габриэла Самора       |                         | Марсия Ласкано Ретана                      | |
| Хулиан Легаспи        |                         | Хавьер Кардель                             | |
| Алехандра Гранья      |                         | Тина Бонилья                               | проститутка и развратница |
| Ивелин Гиро           |                         | Наталья Гальярдо                           | |
| Исмаэль ла Роса       |                         | Эрик Герра                                 | бывший супруг Кристины, отец Паулины и бывший любовник Тины |
| Мелвин Кабрера        |                         | Леонардо «Лео» Хименес                     | |
| Росалинда Родригес    |                         | Урсула Перальта                            | |
| Виван Руис            |                         | Алисия «Лича» Гомес                        | |
| Ханна Зеа             |                         | Вания Авенданьо                            | |
| Абрахам Ставанс       |                         | Сантьяго                                   | |
| Кэти Серрано          |                         | Элиса Перейра                              | |
| Агустина Стемпхелет   |                         | Диана Лосано                               | |
| Тамара Лопес          |                         | Роберта Вердагер                           | |
| Хоэль Сотолонго       |                         | Антонио Рольдан                            | |
| Хуан Видаль           |                         | Кристобаль Акоста                          | двоюродный брат Аны, убит Игнасио Бустаманте, после чего его труп Игнасио Бустаманте вывез, упаковал в мешок и выкинул на свалку |
| Селия Паулина         |                         | Келли                                      | близкая подруга и одноклассница Паулины |
| Валентина Бове        |                         | Лаура Легуизамон                           | |
| Франк Риверс          |                         | Вильям Невтон                              | доктор |
| Патрисия Алгуинта     |                         | Венди Браун                                | |
| Ямин Сесил            |                         | Данте Росатти                              | |
| Далиса Алегрия        |                         | Белен Асеведо                              | |
| Рубен Дарио Гомес     |                         | Руис                                       | адвокат |
| Хулио Окампо          |                         | Гонсало Арана                              | |
| Хуан Тройя            |                         | Алехандро Ривера                           | |
| Тауро                 |                         | Джон Стантон                               | |
| Луис Келейро          |                         | Гильермо Романо                            | |
| Мигель Гутьеррес      |                         | Франсиско Монтеро                          | судья |

## Административная группа

### Сценаристы
- Пабло Серра
- Эрика Йохансон

### Режиссёры
- Клаудия Элиза Агилар
- Гастон Тусет

### Продюсеры
- Лусеро Суарес

## Адаптация сериала в других странах
В 2009 году кинокомпания Star Media сделала для российских поклонников мексиканского сериала «Два лица страсти» подарок — выпустила совместно Российско-украинский ремейк сериала «Два лица страсти» — «Две стороны одной Анны», но со значительными изменениями фамилий и имён героев сериала, много чего нового, но по сути сценарий написанный Пабло Серра и Эрикой Йохансон остался в первозданном виде, показанный в мексиканском сериале «Два лица страсти». Российская адаптация сериала снималась вдвое быстрее, чем её мексиканский аналог и телевизионщики уложились в 60 серий (в мексиканской версии было 120 серий).

## Награды и премии

### TVyNovelas
Телесериал 8 раз был номинирован на указанную премию, однако ни одна из этих номинаций не увенчались успехом.